# Aspidorynch
Aspidorynch (Aspidorhynchus) – wymarły rodzaj ryb kostnoszkieletowych z grupy Aspidorhynchiformes. Jego nazwa oznacza „opancerzony dziób”.

## Budowa i paleobiologia
Aspidorynch był średniej wielkości rybą – dorastał, w zależności od gatunku, do 40–100 cm długości. Miał opływowe kształty i długie, ostre rostrum, służące do polowania i być może również do celów obronnych. Wyglądem i proporcjami przypominał żyjące współcześnie niszczuki z rodzaju Lepisosteus i prawdopodobnie również potrafił gwałtownie przyspieszać.

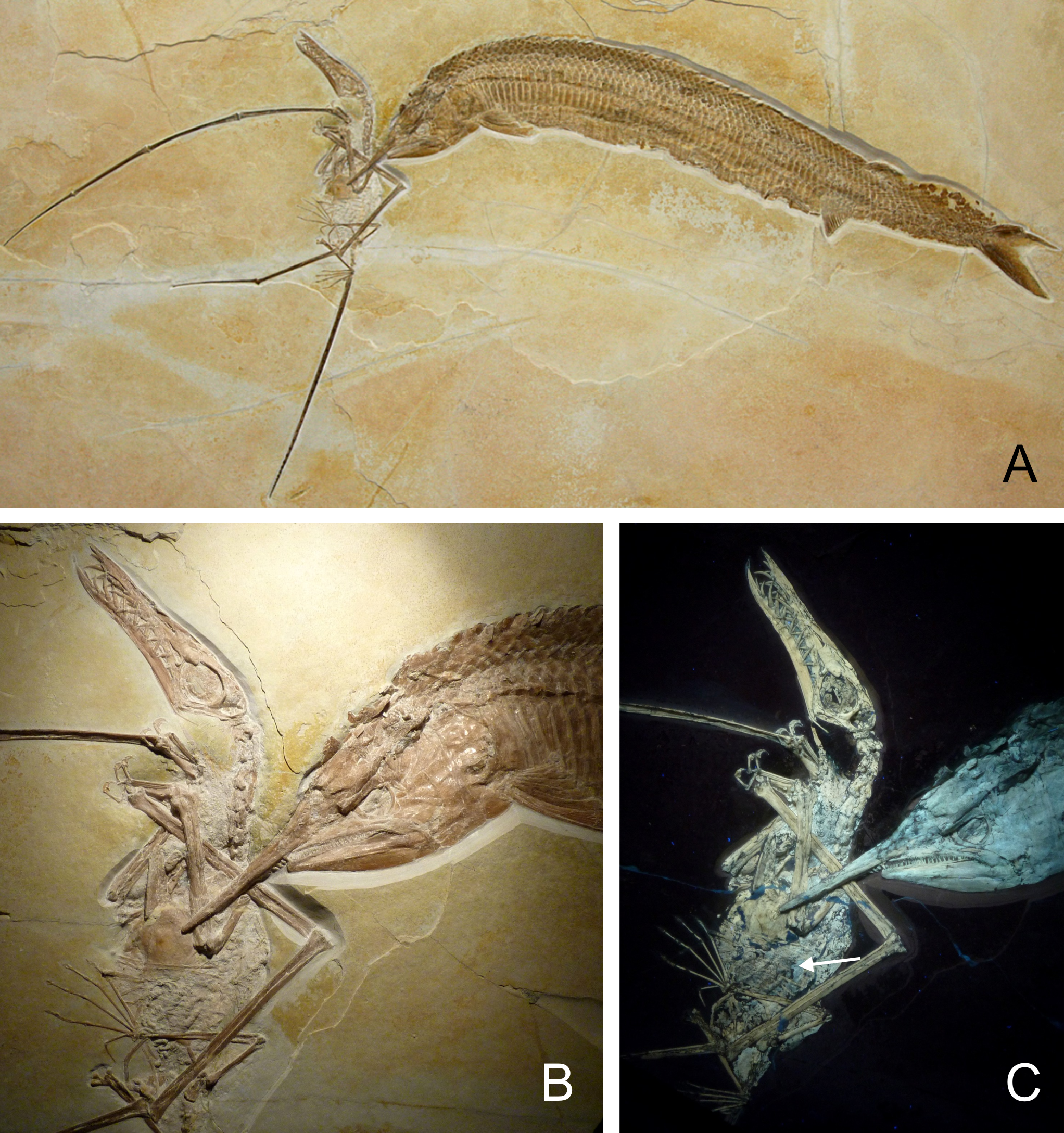
Aspidorynch ze złapanym ramforynchem

Aspidorynch prawdopodobnie przynajmniej czasami polował przy powierzchni wody. Wskazuje na to fakt, że jeden okaz tej ryby zachował się ze skrzydłem pterozaura Rhamphorhynchus w pysku. Pterozaur prawdopodobnie polował na ryby lecąc tuż nad wodą i został złapany przez aspidoryncha. Przy rozpiętości skrzydeł ok. 2,5 m był jednak zdecydowanie za duży, by Aspidorhynchus mógł go zjeść.

## Występowanie
Znany w zapisie kopalnym od schyłku środkowej jury do wczesnej kredy. Jego skamieniałości odnaleziono w formacji Jagua w prowincji Pinar del Río na Kubie, w południowej Anglii, departamencie Ain we Francji, w Solnhofen w Bawarii w Niemczech oraz przypuszczalnie w Australii i na Półwyspie Antarktycznym.

## Gatunki
Gatunkiem typowym rodzaju jest Aspidorhynchus acutirostris, opisany w 1818 roku przez Henriego de Blainville'a pod nazwą Esox acutirostris. Jest to jedna z pierwszych poznanych ryb kopalnych – okaz tego gatunku został zilustrowany już w 1775 roku. Ze względu na dużą zmienność międzygatunkową był on opisywany również pod nazwami A. longissimus, A. mandibularis, A. ornatissimus i A. speciosus. We Francji występował on sympatrycznie ze smuklejszym A. sphekodes. Na terenach dzisiejszej Anglii występowały A. crassus, A. euodus i A. fisheri, na Kubie A. arawaki, a w Niemczech A. sanzenbacheri. A. ornatissimus może jednak być ważnym gatunkiem, a przypuszczalnie kolejne gatunki są jeszcze nieopisane. Przynależność antarktycznego gatunku A. antarcticus pozostaje niejasna – może on należeć do rodzaju Aspidorhynchus albo Vinctifer.
- Aspidorhynchus acutirostris (Blainville, 1818) (typowy)
- Aspidorhynchus antarcticus Richter & Thompson, 1989
- Aspidorhynchus arawaki Brito, 1999
- Aspidorhynchus crassus Woodward, 1890
- Aspidorhynchus euodus Egerton, 1845
- Aspidorhynchys fisheri Egerton, 1854
- Aspidorhynchus ornatissimus Agassiz, 1834
- Aspidorhynchus sanzenbacheri Brito & Ebert, 2009
- Aspidorhynchus sphekodes Sauvage, 1893